# Synagoge (Kcynia)

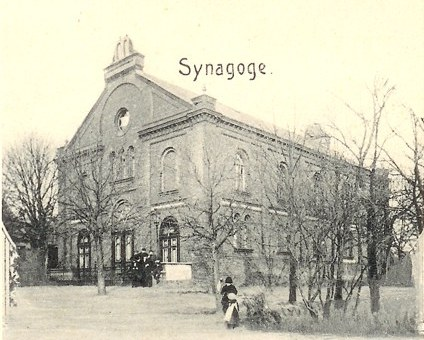
Synagoge in Kcynia (Ansichtskarte vom Anfang des 20. Jahrhunderts)

Die Synagoge in Kcynia (deutsch Exin), einer Stadt in der Woiwodschaft Kujawien-Pommern in Polen, wurde im 19. Jahrhundert errichtet. Die Synagoge im Stil des Historismus befand sich in der Synagogenstraße. Während des Überfalls auf Polen wurde sie in der Nacht vom 16. zum 17. September 1939 von den deutschen Besatzern zerstört.  